# Den mystiska Benedict-klubben
Den mystiska Benedict-klubben (engelska: The Mysterious Benedict Society) är en amerikansk TV-serie från 2021. Serien är baserad på Trenton Lee Stewarts böcker om The Mysterious Benedict Society och hade premiär den 25 juni 2021 på streamingtjänsten Disney+. En andra säsong hade premiär den 26 oktober 2022.

## Handling
Serien handlar om en grupp föräldralösa barn som blir rekryterade till ett hemligt uppdrag.

## Rollista (urval)
| - Tony Hale – Mr. Benedict / Mr. Curtain - Kristen Schaal – Nummer två - Ryan Hurst – Milligan - MaameYaa Boafo – Rhonda Kazembe - Seth Carr – George "Sticky" Washington - Emmy DeOliveira – Kate Wetherall - Mystic Inscho – Reynie Muldoon | - Marta Kessler – Constance Contraire - Gia Sandhu – Ms. Perumal - Saara Chaudry – Martina Crowe - Ben Cockell – Jackson - Katherine Evans – Jillson - Ben Daon – Isaac - Emily Delahunty – Lindsay |